# لی یو وون
لی یو وون (کره‌ای: 이요원؛ زادهٔ ۹ آوریل ۱۹۸۰) بازیگر اهل کره جنوبی است. او بیشتر به خاطر ایفای نقش در مجموعه تلویزیونی ملکه سوندوک شناخته می‌شود.

## زندگی

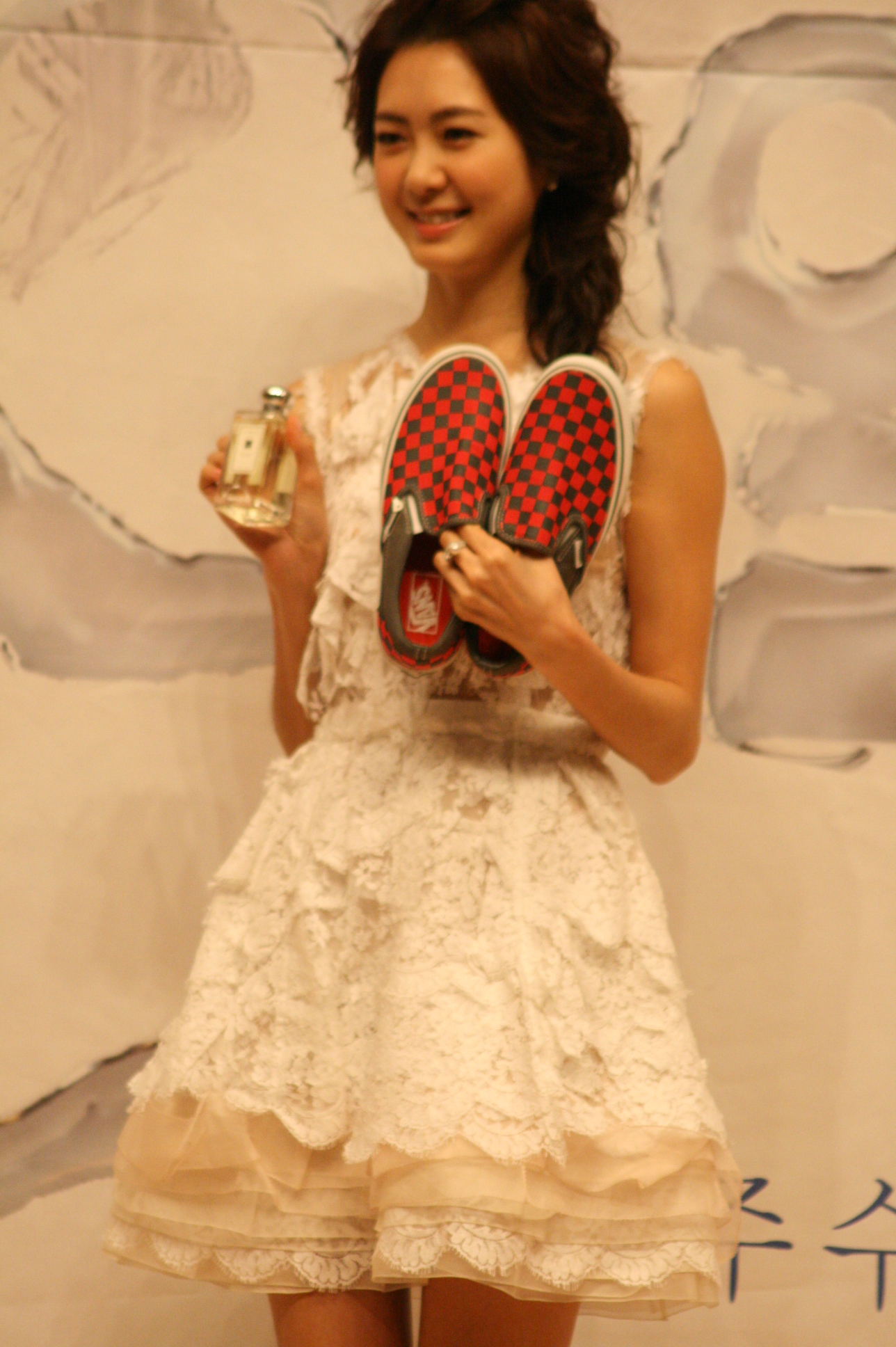
200×۲۰۰

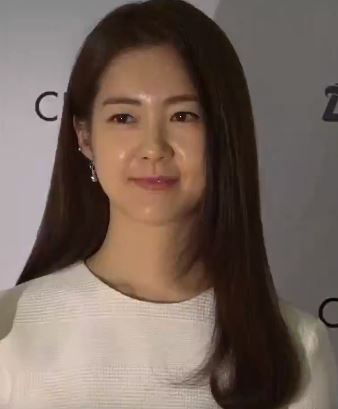
لی یو وون، بازیگر نقش ملکه سوندوک

در سال ۱۹۹۷ میلادی در حالی که در یک کلاس پخش دبیرستان کار میکرد، بدون توقع زیادی وارد شد و جایزه بزرگ یک مسابقه بازیگری مدل را در یک کنوانسیون بازیگران مشهور به دست آورد و سپس به عنوان مدل برای شماره نوامبر ماهنامه (فیگارو) اولین حضور خود را آغاز کرد.

در سال ۱۹۹۸ کارگردان جانگ هیون سو که به دنبال نقشی جوان تر بود تصویر مجله لی یو وون را دید و بلافاصله او را انتخاب کرد و سپس اولین حضور رسمی خود را به عنوان یک بازیگر انجام داد.
او پس از شناخته شدن به خاطر مهارت های بازیگری اش از طریق مراقبت از گربه من، که جایزه بهترین بازیگر زن جدید را در جشنواره فیلم اژدهای آبی در سال ۲۰۰۱ و درام آبی مه KBS به ارمغان آورد به عنوان یک ستاره برتر نسل بعدی ظاهر شد.
خانم لی یو وون ۷.۳ میلیون بیننده را جذب خود کرد و به موفقیت های بزرگی دست یافت، و خود را به عنوان ضماناً های باکس آفیس تثبیت کرد.
وی نقش اصلی را در سریال مشهور (ملکه سوندوک) بازی کرد و پرشور بازی کرد و جایزه بهترین بازیگر زن و جایزه بهترین زوج را در جوایز درام MBC 2009 دریافت کرد.